# Kontorhausviertel
Kontorhausviertel er den sydøstlige del af Altstadt i Hamborg, mellem Steinstraße, Meßberg, Klosterwall og Brandstwiete. Gadebilledet er præget af store kontorbygninger i murstensekspressionismens stil fra det tidlige 20. århundrede.
Siden 5. juli 2015 har dele af Kontorhausviertel og det tilstødende Speicherstadt været på UNESCO's Verdensarvsliste.

## Historisk baggrund
Siden det 17. århundrede har området været tæt bebygget i et Gängeviertel ("korridorkvarter") med mange smalle gyder. Tætheden steg yderligere, da der var boligmangel efter Storbranden i Hamborg i 1842. I 1892 brød en koleraepidemi ud, og de dårlige hygiejniske forhold i nabolaget fik sygdommen til at spredes dramatisk - det blev derefter besluttet at gentænke og ombygge området. :29  Derfor blev mange indbyggere genhuset.
Fritz Schumacher, der havde været direktør for byggeri og chef for bygningskonstruktion siden 1909, anførte genplanlægningen af stedet; de stigende pladsbehov for de kommende Hamburg-købmænd skulle imødekommes med opførelsen af store kontorhuse, skønt der oprindeligt også var planlagt boliger. :30  Burchardplatz er centrum for det kompleks, Schumacher planlagde. :182, 185 

## Arkitektur
Bygningerne var hovedsageligt opført med armeret betonskeletkonstruktion. :30    De nye bygninger skulle designes individuelt. Karakteristiske træk er facader af klinkermursten  og kobbertage. For at gøre mellemrummene i gaderne mere åbne øverst, er de øverste etager ofte sat tilbage fra husets primære front. Dekorative elementer på facaden er også lavet af klinkersten; derudover blev elementer (ofte skulpturer) af keramik brugt til udtrykket, hvoraf de fleste dekorationer har forbindelse til Hamborgs handel og håndværk.

## Bemærkelsesværdige bygninger
En af de mest berømte og arkitektonisk banebrydende bygninger, Chilehaus, blev designet af arkitekten Fritz Höger og bygget mellem 1922 og 1924. :30   Det har navn fra skibsrederen Henry B. Sloman, der havde skabt en formue med handel af chile-saltpeter. :30  Bygningen betragtes som arkitektens hovedværk og en af de vigtigste bygninger i murstensekspressionismen.
Miramar-Haus, den første færdige bygning i Kontorhausviertel, blev bygget i 1921/22 for handelsselskabet Miramar. :185  Arkitekten Max Bach tegnede bygningen. :185  Ud over antydninger af murstensekspressionisme er et af de mest fremragende stilistiske elementer husets afrundede hjørne. Skulpturerne af Richard Kuöhl i indgangsområdet er også berømte. De repræsenterer de vigtigste professionelle grene af Hamborgs blomstrende økonomi.
Sprinkenhof blev bygget mellem 1927 og 1943 efter tegninger af arkitekterne Hans og Oskar Gerson  og Fritz Höger. :31  Bygningen med tre indre gårde var Hamborgs (og muligvis Europas) største kontorkompleks på det tidspunkt. :31  Sprinkenhof var en af de bygninger, som oprindeligt indeholdt lejligheder, men som i sidste ende ikke blev realiseret. De dekorative elementer på facaden blev designet af Ludwig Kunstmann. :31 
Mellem 1924 og 1926 blev en kontorbygning for firmaet Dobbertin & Co. og Reederei Komrowski bygget efter planerne fra arkitekterne Distel und Grubitz. :31  Montanhof er kendetegnet ved de typiske - og i dette tilfælde gentagne gange - indadgående øvre etager. Facaden på murstensbygningen er dekoreret med adskillige art deco-dekorationer.  :185 
Hans og Oskar Gerson designede en anden bygning i kvarteret, Meßberghof. :30   :183  :117   I samarbejde med Fritz Wischer byggede Max Bach kontorbygningen "Hubertushaus". :31  :185  To andre bygninger, Altstädter Hof og Bartholomayhaus blev designet af Rudolf Klophaus. :32   :117, 137  Den "falske" gavl af Bartholomayhaus, et minde om de gamle hanseatiske byhuse, blev allerede betragtet som forældet ved opførelsen. Sandstenskulpturerne på Altstädter Hof blev designet af Richard Kuöhl, :32  der også designede Hermes-skulpturen :185  ved hovedindgangen til "Mohlenhof", :31  en af de få kontorbygninger, der overlevede anden verdenskrig næsten uskadt. Flere forlag var baseret i Pressehaus, i dag Helmut-Schmidt-Haus - et andet af Klophaus' værker. 
To formative bygninger blev allerede bygget før Schumachers redesign af kvarteret: huset ved Schopenstehl 32, et hus fra 1780 med en rokokoportal, som blev integreret i en ny bygning af Arthur Viol i 1885-1888; :28  og politistationen ved Klingberg, der støder op til Chilehaus. :29  Nye bygninger som "Danske Hus" og "Neue Dovenhof", der blev bygget i 1990'erne, følger stilen med de eksisterende klinkerbygninger. :28 

## Galleri
- Chilehaus
- Miramarhaus
- Sprinkenhof
- Montanhof
- Meßberghof
- Mohlenhof
- Bartholomayhaus
- Helmut-Schmidt-Haus
- Chilehaus detaljer
- Sprinkenhof-detalje
- Montanhof-detalje
- Danske Hus

## Bevaringsværdige bygninger og UNESCO's Verdensarvsliste
De fleste af bygningerne i Kontohausviertel er fredede. På det 39. møde i UNESCOs verdensarvskomité i Bonn den 5. juli 2015 blev Kontorhausviertel og Speicherstadt føjet til listen over verdensarvssteder.  

## Eksterne links
- Indtastning på webstedet for UNESCOs verdensarvscenter
- Kort portræt Arkiveret 20. juli 2019 hos  Wayback Machine - www.hamburg.de
- Kort, der viser tilstanden før og efter genopbygningen af kvartalet

53°32′56″N 10°00′06″Ø / 53.5489°N 10.0017°Ø